# Leffrinckoucke
Leffrinckoucke – miejscowość i gmina we Francji, w regionie Hauts-de-France, w departamencie Nord.
Według danych na rok 1990 gminę zamieszkiwało 4641 osób, a gęstość zaludnienia wynosiła 638 osób/km² (wśród 1549 gmin regionu Nord-Pas-de-Calais Leffrinckoucke plasuje się na 193. miejscu pod względem liczby ludności, natomiast pod względem powierzchni na miejscu 502.).

## Miasta partnerskie
- Węgorzewo